# Кубок Европы по лёгкой атлетике 1993
14-й Кубок Европы по лёгкой атлетике прошёл 26—27 июня 1993 года на Олимпийском стадионе в Риме, столице Италии. На старт в рамках Суперлиги (сильнейшего дивизиона турнира) вышли по 9 сильнейших сборных континента среди мужчин и женщин. На протяжении двух дней участники боролись за командные очки в 20 мужских и 17 женских легкоатлетических дисциплинах.
В 1993 году формат проведения Кубка Европы претерпел несколько изменений. Турнир стал ежегодным, прежде он проходил один раз в два года. Структура турнира с разделением на дивизионы в зависимости от силы команд сохранилась, но изменились названия этих дивизионов: финалы A, B и C теперь стали именоваться Суперлигой, Первой лигой и Второй лигой соответственно.
В связи с произошедшими в начале 1990-х годов геополитическими изменениями (распад СССР, распад Югославии, распад Чехословакии) возросло число европейских стран и, как следствие, участников Кубка. Поэтому Вторая лига в 1993 году была расширена до трёх групп. Вместо СССР Европейская легкоатлетическая ассоциация допустила до участия в Суперлиге две сильнейшие команды бывшего Союза, Россию и Украину, в связи с чем на старт главного турнира впервые вышли сразу 9 стран.
В программе Кубков Европы дебютировал женский тройной прыжок.
Ранее 12–13 июня в бельгийском Брюсселе состоялись соревнования в Первой лиге, в австрийском Филлахе, датском Копенгагене и нидерландском Роттердаме — во Второй лиге.
Британец Дэвид Гриндли стал автором двух рекордов соревнований, сначала выиграв личный бег на 400 метров с результатом 44,75, а затем финишировав первым на последнем этапе эстафеты 4×400 метров — 3.00,25.
Радион Гатауллин в секторе для прыжка с шестом обыграл олимпийского чемпиона и многократного рекордсмена мира с Украины Сергея Бубку. Для этого ему пришлось установить рекорд России и впервые в истории Кубков Европы взять высоту 6 метров.
Малоизвестный украинец Андрей Булковский сделал победный дубль на дистанциях 800 и 1500 метров (3.37,51 — личный рекорд).
Три раза первой становилась россиянка Ирина Привалова, выигравшая индивидуальные дистанции 100 и 200 метров, а также эстафету 4×100 метров.

## Суперлига

### Командное первенство
В первом же Кубке Европы после распада СССР и мужская, и женская команды России заняли первые места. Немецкие женщины впервые в истории соревнований опустились ниже второго места и вообще не попали на пьедестал: третьей стала сборная Украины.
Испания, Польша и Чехия у мужчин и Польша, Италия и Финляндия у женщин выбыли в Первую лигу.
| Место | Команда        | Очки |
| ----- | -------------- | ---- |
| 1     | Россия         | 128  |
| 2     | Великобритания | 124  |
| 3     | Франция        | 123  |
| 4     | Германия       | 119  |
| 5     | Италия         | 112  |
| 6     | Украина        | 97   |
| 7     | Испания        | 76   |
| 8     | Польша         | 65   |
| 9     | Чехия          | 54   |

| Место | Команда        | Очки |
| ----- | -------------- | ---- |
| 1     | Россия         | 141  |
| 2     | Румыния        | 102  |
| 3     | Украина        | 97,5 |
| 4     | Германия       | 96   |
| 5     | Великобритания | 91   |
| 6     | Франция        | 75   |
| 7     | Польша         | 62   |
| 8     | Италия         | 55,5 |
| 9     | Финляндия      | 44   |

### Сильнейшие в отдельных видах — мужчины
Сокращения: WR — мировой рекорд | ER — рекорд Европы | NR — национальный рекорд | CR — рекорд Кубков Европы

| Дисциплина                          | 1-е место                                                                    | 1-е место          | 2-е место                                                                    | 2-е место          | 3-е место                                                                      | 3-е место          |
| ----------------------------------- | ---------------------------------------------------------------------------- | ------------------ | ---------------------------------------------------------------------------- | ------------------ | ------------------------------------------------------------------------------ | ------------------ |
| 100 м (ветер: +1,3 м/с)             | Линфорд Кристи Великобритания                                                | 10,22              | Александр Порхомовский Россия                                                | 10,28              | Даниэль Сангума Франция                                                        | 10,42              |
| 200 м (ветер: −0,9 м/с)             | Джон Реджис Великобритания                                                   | 20,38              | Андрей Федорив Россия                                                        | 20,54              | Роберт Курницки Германия                                                       | 20,59              |
| 400 м                               | Дэвид Гриндли Великобритания                                                 | 44,75 CR           | Дмитрий Головастов Россия                                                    | 45,65              | Жан-Луи Рапнуй Франция                                                         | 45,91              |
| 800 м                               | Андрей Булковский Украина                                                    | 1.47,32            | Андреа Бенвенути Италия                                                      | 1.47,63            | Том Маккин Великобритания                                                      | 1.47,67            |
| 1500 м                              | Андрей Булковский Украина                                                    | 3.37,51            | Фермин Качо Испания                                                          | 3.38,09            | Паскаль Тьебо Франция                                                          | 3.38,12            |
| 5000 м                              | Роб Денмарк Великобритания                                                   | 13.30,02           | Алессандро Ламбрускини Италия                                                | 13.30,96           | Абель Антон Испания                                                            | 13.31,35           |
| 10 000 м                            | Тьерри Пантель Франция                                                       | 28.02,71           | Франческо Панетта Италия                                                     | 28.13,99           | Хосе Карлос Адан Испания                                                       | 28.16,19           |
| Эстафета 4×100 м                    | Великобритания · Джейсон Джон · Тони Джарретт · Джон Реджис · Линфорд Кристи | 38,53              | Франция · Эрик Перро · Даниэль Сангума · Жан-Шарль Труабаль · Брюно Мари-Роз | 38,72              | Россия · Павел Галкин · Эдвин Иванов · Андрей Федорив · Александр Порхомовский | 38,89              |
| Эстафета 4×400 м                    | Великобритания · Дуэйн Ладежо · Крисс Акабуси · Джон Реджис · Дэвид Гриндли  | 3.00,25 CR         | Россия · Дмитрий Клигер · Дмитрий Косов · Михаил Вдовин · Дмитрий Головастов | 3.00,75 NR         | Франция · Жан-Луи Рапнуй · Пьер-Мари Илер · Андре Жаффори · Стефан Диагана     | 3.00,94            |
| 110 м с барьерами (ветер: −0,2 м/с) | Колин Джексон Великобритания                                                 | 13,10 CR           | Флориан Швартхофф Германия                                                   | 13,50              | Дан Филибер Франция                                                            | 13,62              |
| 400 м с барьерами                   | Стефан Диагана Франция                                                       | 48,08 NR           | Олаф Хензе Германия                                                          | 48,48              | Олег Твердохлеб Украина                                                        | 48,70              |
| 3000 м с препятствиями              | Штеффен Бранд Германия                                                       | 8.17,77            | Франческо Панетта Италия                                                     | 8.22,95            | Тьерри Брюссо Франция                                                          | 8.24,60            |
| Прыжок в высоту                     | Артур Партыка Польша                                                         | 2,30 м             | Жан-Шарль Жикель Франция                                                     | 2,30 м             | Роберто Феррари Италия                                                         | 2,30 м             |
| Прыжок с шестом                     | Радион Гатауллин Россия                                                      | 6,00 м NR CR       | Сергей Бубка Украина                                                         | 5,80 м             | Хавьер Гарсия Испания                                                          | 5,70 м             |
| Прыжок в длину                      | Джованни Эванджелисти Италия                                                 | 8,04 м (+2,2 м/с)  | Анхель Эрнандес Испания                                                      | 8,04 м (+2,2 м/с)  | Станислав Тарасенко Россия                                                     | 7,93 м (+0,6 м/с)  |
| Тройной прыжок                      | Пьер Камара Франция                                                          | 17,46 м (+2,4 м/с) | Джонатан Эдвардс Великобритания                                              | 17,27 м (−1,0 м/с) | Ральф Ярос Германия                                                            | 17,18 м (−0,7 м/с) |
| Толкание ядра                       | Александр Багач Украина                                                      | 20,15 м            | Паоло Даль Сольо Италия                                                      | 19,79 м            | Евгений Пальчиков Россия                                                       | 19,64 м            |
| Метание диска                       | Ларс Ридель Германия                                                         | 66,30 м            | Дмитрий Шевченко Россия                                                      | 63,96 м            | Владимир Зинченко Украина                                                      | 62,42 м            |
| Метание молота                      | Сергей Литвинов Россия                                                       | 80,78 м            | Кристоф Эпаль Франция                                                        | 76,08 м            | Андрей Скварук Украина                                                         | 76,00 м            |
| Метание копья                       | Ян Железный Чехия                                                            | 89,84 м CR         | Мик Хилл Великобритания                                                      | 80,76 м            | Андрей Шевчук Россия                                                           | 79,16 м            |

### Сильнейшие в отдельных видах — женщины
| Дисциплина                          | 1-е место                                                                             | 1-е место          | 2-е место                                                                      | 2-е место             | 3-е место                                                              | 3-е место          |
| ----------------------------------- | ------------------------------------------------------------------------------------- | ------------------ | ------------------------------------------------------------------------------ | --------------------- | ---------------------------------------------------------------------- | ------------------ |
| 100 м (ветер: −0,3 м/с)             | Ирина Привалова Россия                                                                | 11,08              | Мари-Жозе Перек Франция                                                        | 11,27                 | Жанна Тарнопольская Украина                                            | 11,29              |
| 200 м (ветер: +0,8 м/с)             | Ирина Привалова Россия                                                                | 22,30              | Мари-Жозе Перек Франция                                                        | 22,30                 | Зильке Кнолль Германия                                                 | 22,89              |
| 400 м                               | Елена Рузина Россия                                                                   | 51,54              | Эльса Девассуанье Франция                                                      | 51,92                 | Линда Киф Великобритания                                               | 52,14              |
| 800 м                               | Элла Ковач Румыния                                                                    | 1.57,5             | Любовь Кремлёва Россия                                                         | 1.59,8                | Елена Сторчовая Украина                                                | 2.00,1             |
| 1500 м                              | Вера Чувашёва Россия                                                                  | 4.16,03            | Виолета Бекля Румыния                                                          | 4.16,36               | Ивонн Маррей Великобритания                                            | 4.17,51            |
| 3000 м                              | Маргарета Кесег Румыния                                                               | 8.51,88            | Елена Копытова Россия                                                          | 8.52,27               | Элисон Уайт Великобритания                                             | 8.52,98            |
| 10 000 м                            | Виктория Ненашева Россия                                                              | 32.33,46           | Юлия Негурэ Румыния                                                            | 32.36,05              | Тамара Коба Украина                                                    | 32.39,50           |
| Эстафета 4×100 м                    | Россия · Ольга Богословская · Наталья Воронова · Марина Транденкова · Ирина Привалова | 42,79              | Франция · Патрисия Жирар · Одия Сидибе · Маги Несторе · Мари-Жозе Перек        | 43,01                 | Германия · Андреа Филипп · Зильке Кнолль · Беттина Ципп · Мелани Пашке | 43,46              |
| Эстафета 4×400 м                    | Россия · Елена Голешева · Елена Рузина · Вера Сычугова · Татьяна Алексеева            | 3.24,23            | Украина · Людмила Кощей · Аэлита Юрченко · Елена Насонкина · Людмила Джигалова | 3.27,37               | Германия · Карин Янке · Аня Рюккер · Яна Шёненбергер · Сандра Зойсер   | 3.27,80            |
| 100 м с барьерами (ветер: +0,3 м/с) | Марина Азябина Россия                                                                 | 12,63              | Жаклин Агьепонг Великобритания                                                 | 13,17                 | Лильяна Нэстасе Румыния                                                | 13,22              |
| 400 м с барьерами                   | Салли Ганнелл Великобритания                                                          | 53,73 CR           | Анна Кнороз Россия                                                             | 54,42                 | Николета Кэруцашу Румыния                                              | 54,94              |
| Прыжок в высоту                     | Галина Астафей Румыния                                                                | 2,00 м =NR         | Хайке Хенкель Германия                                                         | 1,96 м                | Катажина Майхшак Польша                                                | 1,92 м             |
| Прыжок в длину                      | Хайке Дрекслер Германия                                                               | 7,02 м (−0,2 м/с)  | Елена Синчукова Россия                                                         | 6,94 м (+2,8 м/с)     | Фиона Мэй Великобритания                                               | 6,73 м (−0,9 м/с)  |
| Тройной прыжок                      | Иоланда Чен Россия                                                                    | 14,34 м (+2,6 м/с) | Хельга Радтке Германия                                                         | 14,05 м (+1,0 м/с) CR | Инесса Кравец Украина                                                  | 13,99 м (+0,5 м/с) |
| Толкание ядра                       | Анна Романова Россия                                                                  | 19,43 м            | Валентина Федюшина Украина                                                     | 18,91 м               | Штефани Шторп Германия                                                 | 18,85 м            |
| Метание диска                       | Лариса Короткевич Россия                                                              | 64,58 м            | Лариса Михальченко Украина                                                     | 63,04 м               | Рената Катевич Польша                                                  | 61,68 м            |
| Метание копья                       | Фелича Циля Румыния                                                                   | 62,68 м            | Карен Форкель Германия                                                         | 61,92 м               | Екатерина Ивакина Россия                                               | 61,74 м            |

## Первая лига
Соревнования в Первой лиге прошли 12—13 июня в бельгийском Брюсселе. В следующий розыгрыш Суперлиги вышли Швеция и Румыния у мужчин и Белоруссия и Испания у женщин. Вылетели во Вторую лигу Швейцария, Финляндия, Норвегия и Бельгия у мужчин и Болгария, Норвегия, Бельгия и Венгрия у женщин.
| Место | Команда   | Очки |
| ----- | --------- | ---- |
| 1     | Швеция    | 112  |
| 2     | Румыния   | 99,5 |
| 3     | Венгрия   | 97   |
| 4     | Болгария  | 94,5 |
| 5     | Швейцария | 87,5 |
| 6     | Финляндия | 86   |
| 7     | Норвегия  | 72   |
| 8     | Бельгия   | 71,5 |

| Место | Команда   | Очки |
| ----- | --------- | ---- |
| 1     | Беларусь  | 92   |
| 2     | Испания   | 81   |
| 3     | Швейцария | 79   |
| 4     | Чехия     | 78   |
| 5     | Болгария  | 77,5 |
| 6     | Норвегия  | 70   |
| 7     | Бельгия   | 67   |
| 8     | Венгрия   | 66,5 |

## Вторая лига
Соревнования во Второй лиге прошли 12—13 июня в трёх дивизионах. Команды первой группы выступали в австрийском Филлахе, второй группы — в датском Копенгагене, третьей группы — в нидерландском Роттердаме. В следующий розыгрыш Первой лиги вышли Греция, Дания и Белоруссия у мужчин и Австрия, Литва и Португалия у женщин.

### Группа 1 (Филлах)
| Место | Команда  | Очки  |
| ----- | -------- | ----- |
| 1     | Греция   | 125   |
| 2     | Австрия  | 107,5 |
| 3     | Израиль  | 78    |
| 4     | Хорватия | 69,5  |
| 5     | Словения | 69,5  |
| 6     | Кипр     | 57,5  |
| 7     | Турция   | 52    |

| Место | Команда  | Очки |
| ----- | -------- | ---- |
| 1     | Австрия  | 82   |
| 2     | Словения | 78,5 |
| 3     | Греция   | 75   |
| 4     | Турция   | 49,5 |
| 5     | Кипр     | 37   |
| 6     | Хорватия | 34   |

### Группа 2 (Копенгаген)
| Место | Команда  | Очки |
| ----- | -------- | ---- |
| 1     | Дания    | 72   |
| 2     | Латвия   | 65   |
| 3     | Эстония  | 62   |
| 4     | Литва    | 58   |
| 5     | Исландия | 41   |

| Место | Команда  | Очки |
| ----- | -------- | ---- |
| 1     | Литва    | 70   |
| 2     | Дания    | 64   |
| 3     | Латвия   | 53   |
| 4     | Исландия | 36   |
| 5     | Эстония  | 30   |

### Группа 3 (Роттердам)
| Место | Команда    | Очки |
| ----- | ---------- | ---- |
| 1     | Беларусь   | 98   |
| 2     | Португалия | 84   |
| 3     | Нидерланды | 78   |
| 4     | Словакия   | 75   |
| 5     | Ирландия   | 48   |
| 6     | Молдова    | 38   |

| Место | Команда    | Очки |
| ----- | ---------- | ---- |
| 1     | Португалия | 75   |
| 2     | Швеция     | 70,5 |
| 3     | Нидерланды | 69   |
| 4     | Ирландия   | 52   |
| 5     | Словакия   | 51,5 |
| 6     | Молдова    | 38   |